# Gary Salmond
Gary Salmond (* 1947) ist ein ehemaliger kanadischer Hammerwerfer.
Bei den Panamerikanischen Spielen 1967 in Winnipeg und bei den British Commonwealth Games 1970 in Edinburgh wurde er jeweils Siebter.
Fünfmal wurde er Kanadischer Meister (1969, 1970, 1972–1974). Seine persönliche Bestweite von 67,30 m stellte er am 5. Juli 1975 in Vancouver auf.